# Alexandre Burrows
Pour les articles homonymes, voir Burrows.
Alexandre Burrows (né le 11 avril 1981 à Pincourt, dans la province de Québec au Canada) est un joueur professionnel canadien de hockey sur glace.

## Biographie

### Carrière en club
Il joue deux saisons juniors avec les Cataractes de Shawinigan de la Ligue de hockey junior majeur du Québec avant de devenir professionnel au début de la saison 2002-2003. Il se joint alors au Grrrowl de Greenville dans l'ECHL mais il est échangé en cours de saison aux Kingfish de Bâton-Rouge en Louisiane.
Lors de la saison qui suit, il joue pour l'Inferno de Columbia où il inscrit 73 points en 64 parties. Il joue aussi ses premières parties dans la Ligue américaine de hockey, s'alignant à deux reprises pour le Moose du Manitoba. En 2004-2005, il signe un contrat avec le Moose et y joue la majorité de la saison. Ses bonnes performances lors de cette saison lui permettent de signer un premier contrat avec un club de la Ligue nationale de hockey, les Canucks de Vancouver.
Depuis ce premier contrat, il évolue avec les Canucks et ne cesse d'augmenter sa production offensive.
Le 27 février 2017, après 12 saisons avec les Canucks, il est échangé aux Sénateurs d'Ottawa en retour de l'espoir Jonathan Dahlén.

### Carrière internationale
Il représente l'équipe du Canada au niveau international.

### Carrière d'entraîneur
Le 6 juillet 2018, il annonce sa retraite et est annoncé comme nouvel entraîneur adjoint du Rocket de Laval peu après.
Le 24 février 2021, il est nommé entraîneur adjoint des Canadiens de Montréal.
En juillet 2024, il quitte son poste pour des raisons familiales.

## Statistiques

### En club
| Saison     | Équipe                   | Ligue      |     | Saison régulière | Saison régulière | Saison régulière | Saison régulière | Saison régulière |    | Séries éliminatoires | Séries éliminatoires | Séries éliminatoires | Séries éliminatoires | Séries éliminatoires |
| Saison     | Équipe                   | Ligue      | PJ  | B                | A                | Pts              | Pun              | PJ               | B  | A                    | Pts                  | Pun                  |                      |                      |
| 2000-2001  | Cataractes de Shawinigan | LHJMQ      | 63  | 16               | 14               | 30               | 105              | 10               | 2  | 1                    | 3                    | 8                    |                      |                      |
| 2001-2002  | Cataractes de Shawinigan | LHJMQ      | 64  | 35               | 35               | 70               | 184              | 10               | 9  | 10                   | 19                   | 20                   |                      |                      |
| 2002-2003  | Grrrowl de Greenville    | ECHL       | 53  | 9                | 17               | 26               | 201              | -                | -  | -                    | -                    | -                    |                      |                      |
| 2002-2003  | Kingfish de Bâton-Rouge  | ECHL       | 13  | 4                | 2                | 6                | 64               | -                | -  | -                    | -                    | -                    |                      |                      |
| 2003-2004  | Inferno de Columbia      | ECHL       | 64  | 29               | 44               | 73               | 194              | 4                | 2  | 0                    | 2                    | 28                   |                      |                      |
| 2003-2004  | Moose du Manitoba        | LAH        | 2   | 0                | 0                | 0                | 0                | -                | -  | -                    | -                    | -                    |                      |                      |
| 2004-2005  | Inferno de Columbia      | ECHL       | 4   | 5                | 1                | 6                | 4                | -                | -  | -                    | -                    | -                    |                      |                      |
| 2004-2005  | Moose du Manitoba        | LAH        | 72  | 9                | 17               | 26               | 107              | 14               | 0  | 3                    | 3                    | 37                   |                      |                      |
| 2005-2006  | Moose du Manitoba        | LAH        | 33  | 12               | 18               | 30               | 57               | 13               | 6  | 7                    | 13                   | 27                   |                      |                      |
| 2005-2006  | Canucks de Vancouver     | LNH        | 43  | 7                | 5                | 12               | 61               | -                | -  | -                    | -                    | -                    |                      |                      |
| 2006-2007  | Canucks de Vancouver     | LNH        | 81  | 3                | 6                | 9                | 93               | 11               | 1  | 0                    | 1                    | 14                   |                      |                      |
| 2007-2008  | Canucks de Vancouver     | LNH        | 82  | 12               | 19               | 31               | 179              | -                | -  | -                    | -                    | -                    |                      |                      |
| 2008-2009  | Canucks de Vancouver     | LNH        | 82  | 28               | 23               | 51               | 150              | 10               | 3  | 1                    | 4                    | 20                   |                      |                      |
| 2009-2010  | Canucks de Vancouver     | LNH        | 82  | 35               | 32               | 67               | 121              | 12               | 3  | 3                    | 6                    | 22                   |                      |                      |
| 2010-2011  | Canucks de Vancouver     | LNH        | 72  | 26               | 22               | 48               | 77               | 25               | 9  | 8                    | 17                   | 34                   |                      |                      |
| 2011-2012  | Canucks de Vancouver     | LNH        | 80  | 28               | 24               | 52               | 90               | 5                | 1  | 0                    | 1                    | 7                    |                      |                      |
| 2012-2013  | Canucks de Vancouver     | LNH        | 47  | 13               | 11               | 24               | 54               | 4                | 2  | 1                    | 3                    | 6                    |                      |                      |
| 2013-2014  | Canucks de Vancouver     | LNH        | 49  | 5                | 10               | 15               | 71               | -                | -  | -                    | -                    | -                    |                      |                      |
| 2014-2015  | Canucks de Vancouver     | LNH        | 70  | 18               | 15               | 33               | 68               | 3                | 0  | 2                    | 2                    | 21                   |                      |                      |
| 2015-2016  | Canucks de Vancouver     | LNH        | 79  | 9                | 13               | 22               | 49               | -                | -  | -                    | -                    | -                    |                      |                      |
| 2016-2017  | Canucks de Vancouver     | LNH        | 55  | 9                | 11               | 20               | 53               | -                | -  | -                    | -                    | -                    |                      |                      |
| 2016-2017  | Sénateurs d'Ottawa       | LNH        | 20  | 6                | 5                | 11               | 9                | 15               | 0  | 5                    | 5                    | 18                   |                      |                      |
| 2017-2018  | Sénateurs d'Ottawa       | LNH        | 71  | 6                | 8                | 14               | 59               | -                | -  | -                    | -                    | -                    |                      |                      |
| Totaux LNH | Totaux LNH               | Totaux LNH | 913 | 205              | 204              | 409              | 1 134            | 85               | 19 | 20                   | 39                   | 142                  |                      |                      |

### En équipe nationale
| Année | Équipe | Compétition          |   | PJ | B | A | Pts | Pun | +/-      |  | Résultat |
| 2012  | Canada | Championnat du monde | 5 | 3  | 0 | 3 | 2   | +5  | 5e place |  |          |

## Transactions
- 8 novembre 2005 : signe un contrat comme agent libre avec les Canucks de Vancouver.
- 27 février 2017 : échangé par les Canucks contre Jonathan Dahlén aux Sénateurs d'Ottawa.

## Autres
Depuis 2011, un tournoi de hockey balle porte son nom, la Coupe Burrows.